# Dhaleswari
El Dhaleshwari (bengalí: ধলেশ্বরী Dhôleshshori) és un riu distributari de 160 km de longitud del riu Jamuna al centre de Bangladesh. Comença prop de la punta nord-oest del districte de Tangail. Després es divideix en dues branques: la branca nord reté el nom Dhaleshwari i es fusiona amb l'altre ramal, el riu Kaliganga a la part sud del Districte de Manikganj. Per acabar, el flux es va fusionar amb el riu, prop de Districte Shitalakshya Narayanganj. Aquest flux combinat va cap al sud per desaiguar al riu Meghna.
La profunditat mitjana del riu és de 37 m i la profunditat màxima de 81 m.
El Dhaleshwari és actualment una branca del Jamuna, però en el passat va ser probablement part del curs principal del Padma. El curs del Padma canvià considerablement durant el període 1600 - 2000 aC. És difícil rastrejar amb precisió els diversos canals pels quals ha corregut. El més versemblant és que fluïa per Rampur Boalia, a través de Chalan Beel, els rius Dhaleshwari i Buriganga, passat Dhaka fins a l'estuari de Meghna. En el segle xviii, el curs inferior del riu fluïa cap al sud. A mitjans del segle xix, el volum principal del canal fluïa a través d'aquest canal sud, que va arribar a ser conegut com a Kirtinasa. A poc a poc el Padma va aprovar el seu curs actual.